# Niña entrando en el baño
Niña entrando en el baño es un lienzo de 86 x 106 cm pintado por Joaquín Sorolla en la playa de Valencia durante el verano de 1915, en un periodo de descanso de los trabajos que estaba realizando para la Hispanic Society of America.  En él se representa a una niña, posiblemente su hija Elena, en el momento de entrar al agua, al fondo pueden verse dos barcas y unos niños jugando. La composición que posee unos magníficos efectos cromáticos formados por la luz al incidir sobre la arena y el mar, está centrada en la playa y en el movimiento de los pequeños, no siendo visible el horizonte. Se trata de una obra de madurez del pintor.
El primer propietario del cuadro fue el comerciante de arte Justo Bou, el cual lo vendió a la coleccionista y bibliófila Maria Bauza.
Fue expuesto por primera vez en público en mayo de 2009. La casa Sotheby's de Londres lo subastó el 3 de junio de 2009, siendo adquirido por un coleccionista estadounidense al precio final de 1,9 millones de euros. El 18 de noviembre de 2003 otra obra de Sorolla de similar temática titulada La hora del baño, alcanzó el precio récord de 5.3 millones.